# Autodefensas Unidas de Colombia

Flagge der Autodefensas Unidas de Colombia

Die Autodefensas Unidas de Colombia (‚Vereinigte Bürgerwehren Kolumbiens‘, AUC) waren etwa bis zum Jahr 2006 ein kolumbianischer Dachverband rechtsgerichteter paramilitärischer Gruppen und einer der Hauptakteure des bewaffneten Konflikts in Kolumbien. Die EU und die USA führten  die Organisation bis 2014 auf ihrer Liste der Terrororganisationen.

## Ziele
Die AUC wurden 1997 gegründet und gingen aus einer Vielzahl paramilitärischer Gruppierungen hervor, die seit den 1960er Jahren in Kolumbien entstanden waren. Ihr offizielles Ziel war es, die Guerillabewegung (FARC, ELN) militärisch zu besiegen und das Machtvakuum, das in Teilen Kolumbiens besteht, zu füllen. Der bewaffnete Kampf der AUC richtete sich allerdings auch gegen die Teile der Zivilbevölkerung, die sie als „soziale Basis“ der Guerillabewegung bezeichneten. Die AUC finanzierten sich größtenteils durch den Kokainhandel. Der teilweise erfolgende Verkauf von paramilitärischen Einheiten („Bloques“) unter Regie von Vicente Castaño hat vielerorts zu einer tieferen Verwicklung in den Drogenhandel und zum gleichzeitigen Nachlassen der Aufstandsbekämpfung geführt.

## Struktur
Die AUC waren hauptsächlich in den ländlichen Regionen im Norden Kolumbiens aktiv. Sie waren in mehrere große Blöcke unterteilt, namentlich den Bloque Norte (von Córdoba, Urabá über Magdalena, La Guajira bis nach Venezuela), die Autodefensas Campesinas del Magdalena Medio, den Bloque Centauros in den Llanos Orientales, die Bloques des Inspector General Diego Murillo Bejarano alias „Don Berna“ in Antioquia, im Valle del Cauca und an der Pazifikküste, den Bloque Central Bolivar in Zentralkolumbien (Bolivar, Santander, Eje Cafetero) und Südkolumbien (Putumayo, Nariño). Daneben gibt es auch mehrere kleinere Bloques (zum Beispiel in der Sierra Nevada de Santa Marta). Die AUC wurden lange von Carlos Castaño angeführt, der 2003 verschwand.
Die Mitgliederzahl der AUC wird für 2004 auf 13 500 bis 20 000 geschätzt; ob sie durch den Demobilisierungsprozess gesunken ist, ist zweifelhaft. Außerdem bleibt das Verhältnis der AUC zu Teilen des kolumbianischen Militärs und zu den legalen ländlichen Bürgerwehren (Convivir) unklar. Bis Mitte der 1990er Jahre konnten systematische Verbindungen zwischen paramilitärischen Gruppen und dem Militär nachgewiesen werden.

## Demobilisierungsprozess
Álvaro Uribe hat kurz nach seinem Amtsantritt als erster kolumbianischer Präsident Verhandlungen mit den AUC aufgenommen. Im April 2003 unterzeichneten Paramilitärs und Regierung das Abkommen von Ralito, das die Paramilitärs zur vollständigen Demobilisierung bis Ende 2005 verpflichtete.
Während des 2004 offiziell gestarteten und später verlängerten Demobilisierungsprozesses wurden laut Angaben des UNHCHR über 14 000 AUC-Kämpfer entwaffnet. Eine sinkende Präsenz der AUC in ihren Einflussgebieten konnte allerdings nicht beobachtet werden. Außerdem kritisieren Beobachter, dass hauptsächlich veraltete und nicht funktionsfähige Waffen abgegeben wurden.
Der Mitbegründer und Anführer Carlos Castaño, der sich mit Teilen der AUC über die Verwicklung in den Drogenhandel uneins war, verschwand 2003. In den Medien wurden generell sein Bruder Vicente Castaño und Diego „Don Berna“ Murillo Bejarano mit seinem Verschwinden in Verbindung gebracht, am 23. August 2006 bestätigten die Behörden der kolumbianischen Wochenzeitung Semana zufolge seinen Tod.
Rechtliche Grundlage für die Demobilisierung ist das Ley de Justicia y Paz (Gesetz über Gerechtigkeit und Frieden), das in Kolumbien kontrovers diskutiert wurde, da es Straffreiheit für Ex-Paramilitärs vorsieht. Mehrere einflussreiche Drogenhändler (Diego Montoya Sanchez, Wilber „Jabon“ Varela-Fajardo) versuchten daraufhin, sich als Paramilitärs darzustellen, um Strafverfolgung und eine eventuelle Auslieferung an die USA zu vermeiden. Besonderes Aufsehen erregten die Fälle der Drogenhändler Francisco Javier „Gordo Lindo“ Zuluaga und Miguel Ángel und Víctor „Los Mellizos“ Mejía Múnera, die sich für die Demobilisierung in die AUC einkauften. Da die AUC selbst in den Drogenhandel verwickelt sind, bzw. viele ihrer Führer selbst auch Drogenhändler sind, ist es schwierig, bei der Wiedereingliederung ehemaliger Kämpfer zwischen Delikten, die unter die Amnestieregelung fallen, und solchen, bei denen dies nicht der Fall ist, zu unterscheiden. Auch im Hinblick auf die rechtlichen und finanziellen Ansprüche, die Ex-Paramilitärs im Gegensatz zu ihren Opfern geltend machen können, wurde der Demobilisierungsprozess im In- und Ausland heftig kritisiert.
Viele Kritiker befürchten, dass die Demobilisierung nur oberflächlich sei und die Paramilitärs mit mafiaähnlichen Strukturen im Bereich der organisierten Kriminalität weiterbestehen und insbesondere weiterhin Einfluss auf die Politik nehmen könnten. Verschiedene Indizien weisen darauf hin, dass diese Kritik berechtigt wäre. Der AUC-Kommandant Vicente Castaño äußerte 2005, die AUC kontrollierten etwa ein Drittel des kolumbianischen Kongresses.
Auch bei den Parlamentswahlen 2006 äußerte sich der starke Einfluss der AUC. Nachdem die großen Parteien Personen, die Verbindungen zu den Paramilitärs haben, von ihren Listen gestrichen hatten, erzielten drei den AUC nahestehende Parteien sehr gute Wahlergebnisse, insbesondere in den Gegenden, in denen die AUC auch vor der Demobilisierung stark waren. Neben diesen drei jetzt im Kongress vertretenen Parteien, Convergencia Ciudadana, Alas Equipo Colombia und Colombia Viva, sind die Paramilitärs auch in anderen staatlichen Institutionen vertreten: im April 2006 enthüllten kolumbianische Medien einen Skandal um den kolumbianischen Inlandsgeheimdienst Departamento Administrativo de Seguridad (DAS). Demzufolge war das DAS völlig korrumpiert und arbeitete sehr eng mit verschiedenen paramilitärischen Gruppen (Bloque Norte, BCB, Bloque Centauros) zusammen.
Aus einem Bericht einer Abteilung der kolumbianischen Staatsanwaltschaft geht hervor, dass 3700 ehemalige Paramilitärs, die sich zwischen 2003 und 2006 unter den Schutz des Sondergesetzes Ley de Justicia y Paz gestellt hatten, insgesamt etwa 25.000 Morde eingestanden haben, die sich über einen Zeitraum von etwa 20 Jahren verteilten, sowie das Verschwindenlassen von 2.251 weiteren Opfern und die Entführung von 831 Menschen. Durch deren Angaben hatten 2100 Gräber mit den sterblichen Überresten von 2562 Menschen gefunden werden können. Aus den Aussagen gehe auch hervor, dass Polizei- und Militäreinheiten Massaker an der Zivilbevölkerung in Auftrag gegeben und die AUC auch aktiv bei den Mordaktionen unterstützt haben. Der Chefankläger des Internationalen Strafgerichtshofes sagte 2008, die kolumbianischen Guerillas seien für 12 % der Morde an Zivilisten im Rahmen des bewaffneten Konflikts verantwortlich, die rechtsextremen Paramilitärs für 80 % und die Regierungstruppen für 8 %.
Von 2006 bis ins Jahr 2018 wurden 9000 sterbliche Überreste von Opfern der AUC dank Hinweisen ehemaliger Kämpfer gefunden, gemäß Staatsanwaltschaft konnte knapp die Hälfte den Familien übergeben werden.

### Videos
- Juan Lozano und Hollman Morris: Impunity, mehrfach mit Preisen ausgezeichneter Dokumentarfilm über das Phänomen des Paramilitarismus in Kolumbien (spanisch mit englischen Untertiteln)